# Jorge Colmán
Jorge Colmán (Ciudad del Este, Paraguay; 12 de diciembre de 1997) es un futbolista paraguayo. Juega de delantero en el Resistencia SC de la Primera División.

## Clubes
| Club                         | País     | Año           |
| ---------------------------- | -------- | ------------- |
| Olimpia                      | Paraguay | 2015-         |
| General Caballero (préstamo) | Paraguay | 2016          |
| Náutico (préstamo)           | Brasil   | 2021          |
| Resistencia SC (préstamo)    | Paraguay | 2022-presente |

## Palmarés

### Campeonatos nacionales
| Título          | Club    | País     | Año  |
| --------------- | ------- | -------- | ---- |
| Torneo Clausura | Olimpia | Paraguay | 2015 |
| Torneo Apertura | Olimpia | Paraguay | 2018 |
| Torneo Clausura | Olimpia | Paraguay | 2018 |

- Datos: Q39285027